# Districte de Kyaukse
El districte de Kyaukse és una divisió administrativa de Myanmar a la divisió de Mandalay al centre del país amb capital a Kyaukse. Està formada per quatre townships (àrees dependents d'una ciutat) que són:
- Kyaukse
- Sint Kaing
- Myit Thar
- Tada-U

Sota domini britànic fou part de la divisió de Meiktila, de l'Alta Birmània, amb una superfície de 3.300 km² i població de 26.622 el 1891 i 141.253 el 1901 repartida en 326 pobles. Estava limitada al nord pel riu Myitnge que separava el districte del de Mandalay; a l'est amb els estats Shan; al sud amb el districte de Meiktila; i a l'oest amb Myingyan i Sagaing. Administrativament estava dividit en dos subdivisions i tres townships:
- Kyaukse
  - Singaing
  - Kyaukse
- Myittha
  - Myittha

La població és birmana (96%) amb petites minories shans, danus i altres. La religió general és el budisme.

## Història
El territori era part del regne de Birmània al segle XIX; quan fou annexionada pels britànics no va tardar a ser centre de la revolta que va iniciar el 1886 el príncep Myinzaing, de 17 anys, que havia estat dels pocs a escapar de la massacre dels descendents de Mindon ordenada per Thibaw. Fou difícil de dominar; expulsat el rebel del districte de Mandalay el gener de 1886 es va retirar a Kyaukse i va establir els seus quarters a Yakaing-gyi, a uns 40 km al sud-est de Kyaukse ciutat amb els estats shans a la rereguarda, on va establir les posicions de vigilància de Paleik i Taloksu, al nord del districte; al sud de Kyaukse va establir una línia de posicions en la carretera a Pyinmana. A Kume, una d'aquestes posicions, el capità Wilbraham i un llancer del regiment d'infanteria lleugera de Somersetshire foren morts el 1886. El príncep va morir jove l'agost de 1886 però diversos personatges van agafar el seu lloc i el seu nom i van portar a terme una guerra de guerrilles aprofitant la dificultat de moviment de les tropes britàniques en aquest terreny excepte a l'estació seca. Una banda de dacoits (bandits) va causar considerables problemes fins que foren obligats a refugiar-se a l'estat shan de Maw. Dispersats dues vegades es van reunir de nou dirigits per Setkya Mintha, un pretendent que operava al districte de Mandalay que va aparèixer en escena a finals del 1886, però foren altre cop dispersats amb l'ajut del príncep shan de Maw. Van fer altre cop atacs el 1888 però el seu cap fou capturat pel príncep Lawksawk Sawbwa, i entregat als britànics que el van executar; el seu lloctinent Kyaw Zaw va seguir els atacs durant alguns temps però fou derrotat i obligat a retirar-se cap als estats shan. El districte va quedar pacificat el 1889.
Al sud del districte hi havia les ciutats de Pinle i Metkaya capitals de dos estats shans sorgits del trencament del regne de Pagan, que van existir entre la meitat del segle xiv i el començament del segle xvi. Foren fundats per tres germans shans, que van destronar al rei Kyawzwa, fill del rei Narathihapade (àlies Tayokpyemin), durant el regnat del qual el regne de Pagan es va enfonsar. Altres ciutats són Hmaingmaw i Pyinmana; la primera amb nom shan degué ser fundada per shans i segons la tradició pel príncep karen (potser karenni) que va regnar amb el nom de Thudanu; segons la tradició era un personatge malvat i els núvols van fer ploure arena fins que la ciutat fou enterrada i destruïda. Una ciutat antiga és Myingondaing, a la riba del Panlaung al nord-est de Myittha, de la que resten les muralles i fou abandonada en època desconeguda fa molt de temps.